# Biografielijst Es

## Es
- Adrianus (Adri) van Es (1913-1994), Nederlands politicus
- Alexander William (Bill) van Es, pseudoniem van Albert (Ab) Jüdell, (1925-1983), Nederlands verzetsstrijder, journalist en geridderde
- Andrée Christine van Es (1953), Nederlands politica
- Anne van Es-van den Hurk (1980), Nederlands atlete
- Diane van Es (1999), Nederlands atlete
- Eduard (Ed) van Es (1959), Nederlands waterpolospeler
- Hans van Es (1930–2022), Nederlands politicus
- Hubert van Es, bekend als Hugh Van Es, (1941-2009), Nederlands persfotograaf
- Joost van Es (1968), Nederlands violist, multi-instrumentalist en zanger
- Kika van Es (1991), Nederlands voetbalster
- Ronny van Es (1978), Nederlands voetballer
- Sandor van Es (1970), Nederlands autocoureur
- Willem Albertus (Wim) van Es (1934), Nederlands archeoloog, opgraver van Dorestad en directeur van de Rijksdienst voor het Oudheidkundig Bodemonderzoek

## Esa
- Farid Esack (1959), Zuid-Afrikaans schrijver en moslimtheoloog
- Angela Esajas (1978), Nederlands presentatrice, zangeres en actrice
- Dion Esajas (1980), Nederlands voetballer
- Errol Esajas (1959), Surinaams atleet en Nederlands atletiekcoach
- Etiënne Esajas (1984), Nederlands voetballer
- Harvey Delano Esajas (1974), Surinaams-Nederlands voetballer
- Malcolm Esajas (1986), Nederlands voetballer
- Roy Esajas (1953-2012), Surinaamse militair
- Siegfried Willem (Wim) Esajas (1935-2005), Surinaamse atleet
- Terence (Tye) Esajas (1974), Nederlands R&B-zanger, songwriter en muziekproducent van Surinaamse komaf
- Leo Esaki (1925), Japans natuurkundige en Nobelprijswinnaar
- Esarhaddon, koning van Assyrië (681-669 v.Chr.)
- Esau (2e millennium v.Chr.), broer van aartsvader Jakob (Bijbels persoon)

## Esb
- Dirk Van Esbroeck (1946-2007), Belgisch zanger, muzikant en componist
- Jan Van Esbroeck (1968), Vlaams politicus

## Esc

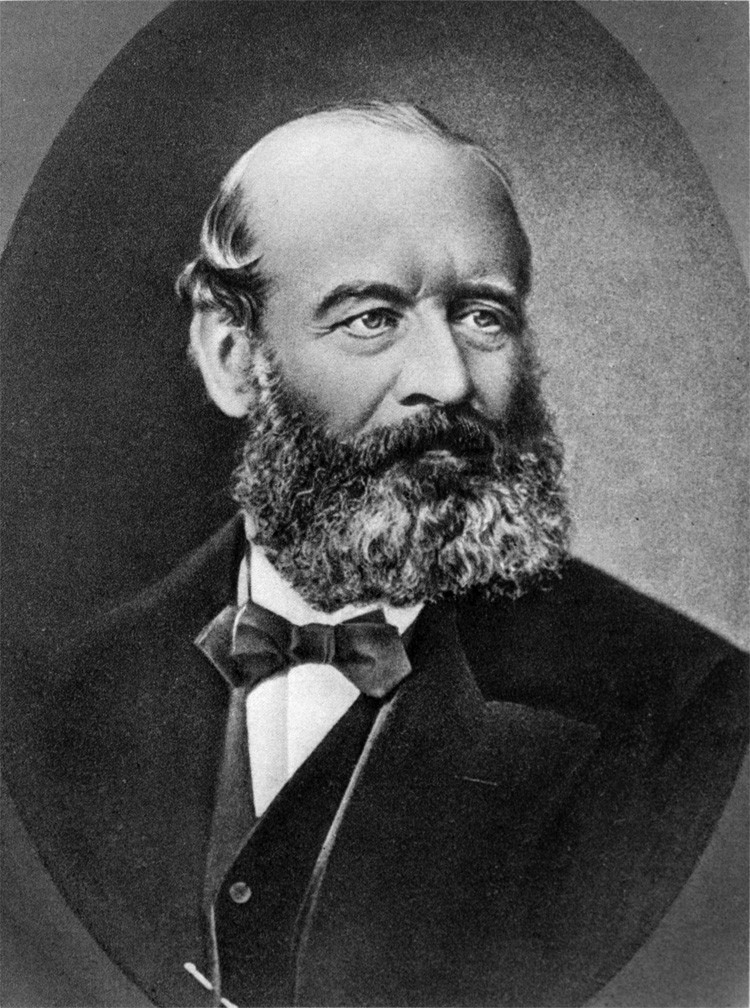
Alfred Escher

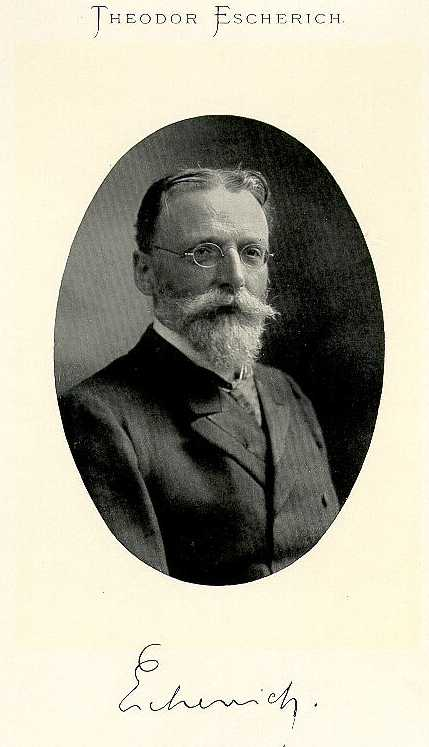
Theoder Escherich

- Joseph Patrick (Joe) Escalante (1963), Amerikaans bassist, platenlabel-eigenaar en videoclipregisseur
- Irene T. Escalera, pseudoniem van Irene Cara, (1964), Amerikaans zangeres en actrice
- Jaime Escalante (1930-2010), Boliviaans-Amerikaans wiskundeleraar
- Rafael Calixto Escalona Martinez (1926-2009), Colombiaans componist en troubadour
- Francisco Escárcega Márquez (1896-1938), Mexicaans ingenieur en militair
- Arlen Escarpeta (1981), Belizaanse/Amerikaans acteur
- Fernando Escartín Coti (1968), Spaans wielrenner
- Ann Esch (1965), Vlaams actrice
- Ryan van Esch (1966), Nederlands fotomodel en ondernemer
- André (Dries) Eschauzier (1906-1997), Nederlands jazzsaxofonist
- Frits Adolf Eschauzier (1889-1957), Nederlands architect en hoogleraar
- Andreas Eschbach (1959), Duits auteur
- Hans Eschbach (1948-2019), Nederlands predikant
- Charles Esche (1962), Engels museumdirecteur
- Wolfram von Eschenbach (ca. 1170-1220), Duits episch dichter en minnezanger
- Albert Eschenmoser (1925-2023), Zwitsers chemicus en hoogleraar
- Berend George Escher (1885-1967), Nederlands geoloog
- George Arnold Escher (1843-1939), Nederlands waterbouwkundig ingenieur
- Hans Conrad Escher vom Luchs senior (1743-1814), Zwitsers politicus
- Hans Conrad Escher von der Linth (1767-1823), Zwitsers politicus, natuuronderzoeker, ingenieur, industrieel, kunstschilder en cartograaf
- Hans Jakob Escher vom Glas (1783-1854), Zwitsers politicus
- Johann Heinrich Alfred Escher vom Glas, bekend als Alfred Escher, (1819-1882), Zwitsers rechtsgeleerde, grootindustrieel en politicus
- Josef Escher (1885-1954), Zwitsers politicus
- Maurits Cornelis (M.C.) Escher (1898-1972), Nederlands kunstenaar
- Rudolf George Escher (1912-1980), Nederlands componist en muziektheoreticus
- Theodor Escherich (1857-1911), Duits kinderarts en microbioloog
- Arnold Escher von der Linth (1807-1872), Zwitsers geoloog
- Eschiva van Bures (1118-1187), Prinses van Galilea (1158-1187) en Gravin van Tripoli (1174-1187)
- Eschiva van Sint-Omer (+1265), vorstin van Galilea (1219-1265)
- Eschiva II van Tiberias (+1265), vorstin van Galilea (1219-1265)
- Vesko Eschkenazy (1970), Bulgaars violist
- Johannes Eschmann (1834-1896), Zwitsers politicus
- Karl Eschweiler (1866-1936), Duits priester, filosoof en theoloog
- Otto Eschweiler (1931-2022), Duits econoom, politicus en diplomaat
- Aarón Ñíguez Esclapez (1989), Spaans voetballer
- Jacques Esclassan (1948), Frans wielrenner
- Sergi Barjuán Esclusa (1971), Spaans voetballer
- Abelardo Escobar Prieto (1938-2019), Mexicaans ingenieur en politicus
- Alexander (Alex) Escobar Gañán (1965), Colombiaans voetballer
- Andrés Escobar Saldarriaga (1967-1994), Colombiaans voetballer
- Hil Yesenia Hernandez Escobar, Chileens schoonheidskoningin (2006)
- José Gonzalo Escobar (1892-1969), Mexicaans Militair
- Juan Francisco Escobar Valdez (1949), Paraguayaans voetbalscheidsrechter
- Linda Katherine Albert de Escobar (1940-1993), Amerikaans botanica
- Matías Leonardo Escobar (1982), Argentijns voetballer
- Pablo Emilio Escobar Gaviria (1949-1993), Colombiaans drugsbaron
- Sergi Escobar Roure (1974), Spaans wielrenner
- Ticio Escobar Argaña (1947), Paraguayaans advocaat, hoogleraar, kunstcriticus, conservator, museumdirecteur en minister
- Walter Escobar Gozalias (1966), Colombiaans voetballer
- Mariano Escobedo Peña (1826-1902), Mexicaans generaal en politicus
- Georges Auguste (Auguste) Escoffier (1846-1935), Frans chef-kok
- Josep Escolà Segalés (1914-1998), Spaans voetballer
- Ricardo Escotto (2004), Mexicaans autocoureur
- Mathieu d'Escouchy (1420-1482), Frans schrijver
- Alejandro Escovedo (1951), Amerikaans muzikant
- Sheila Escovedo, bekend als Sheila E., (1957), Amerikaans percussionist en zangeres
- Jose María Escrivá de Balaguer y Albas (1902-1975), Spaans priester en stichter van Opus Dei en heilige
- Julien Escudé (1979), Frans voetballer
- Nicolas Jean-Christophe Escudé (1976), Frans tennisser
- Santiago (Santi) Freixa i Escudé (1983), Spaans hockeyspeler
- Francis Escudero (1969), Filipijns politicus
- Salvador Escudero III (1942-2012), Filipijns politicus
- José Mari Bakero Escudero (1963), Spaans voetballer en voetbalcoach
- Juan Ranulfo Escudero Reguera (1890-1923), Mexicaans vakbondsleider en politicus
- Raúl García Escudero (1986), Spaans voetballer
- Sergio Ariel Escudero (1988), Spaans-Japans voetballer
- Antonio Escuriet (1909-1998), Spaans wielrenner
- Hendrik Collot d'Escury (1773-1845), heer van Heinenoord en politicus
- Kiki Collot d'Escury (1989), Nederlands hockeyspeelster en barones

## Ese
- Christian Gottfried Daniel Nees von Esenbeck (1776-1858), Duits botanicus, arts, zoöloog en natuurfilosoof
- Tevfik Esenç (1904-1992), Circassiër, afkomstig uit Turkije, en laatstsprekende van de taal Oebychs
- Jo Esenkbrink (1933-1995), Nederlands beeldhouwer
- Balthasar Oomkens van Esens (+1540), Oost-Fries edelman
- Ēriks Ešenvalds (1977), Lets componist

## Esf
- Antonio Esfandiari (1978), Amerikaans pokerspeler

## Esh
- Esha, pseudoniem van Berber Esha Janssen, (1988), Nederlands model, actrice, presentatrice en zangeres
- Levi Eshkol (1895-1969), Israëlisch politicus (o.a. premier)
- Norman Eshley (1945-2025), Engels acteur
- Anna Georges Eshoo (1942), Amerikaans politica
- Zahra Eshraghi, Iraans feministe en mensenrechtenactiviste
- Allan Eshuijs (1976), Nederlands songwriter, producer en vocalist
- Margriet Eshuijs (1952-2022), Nederlands zangeres
- Eveline Luberta (Evelien) Eshuis (1942), Nederlands politica en Tweede Kamerlid

## Esi
- Esiko van Ballenstedt (ca. 985-na 1059), zoon van Adalbert I van Ballenstedt
- Anderson Esiti (1994), Nigeriaans voetballer

## Esk
- Erno Eskens (1964), Nederlands filosoof en politicoloog
- Margot Eskens (1936-2022), Duits schlagerzangeres
- Nihat Eski (1963), Nederlands politicus
- Eski Boy, pseudoniem van Richard Kylea-Cowie, (1979), Brits rapper

## Esm

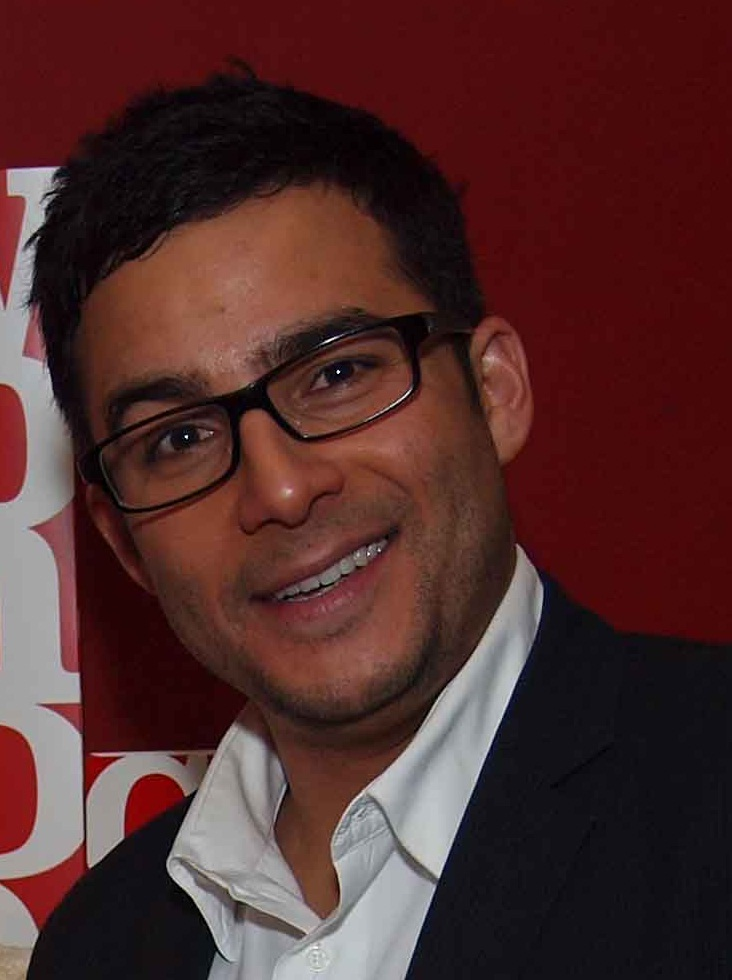
Ennis Esmer

- Ardalan Esmaili (1986), Iraans-Zweeds acteur
- Adriana Esmeijer (1966), Nederlands bestuurder
- Hans Esmeijer (1946), Nederlands politicus
- Samuel Esmeijer (1920-1944), Nederlands verzetsstrijder
- Ennis Esmer (1978), in Turkije geboren Canadees acteur, filmproducent, scenarioschrijver en komiek

## Esn
- Juan Eduardo Esnáider (1973), Argentijns voetballer
- Patrice Esnault (1961), Frans wielrenner
- Robert Esnault-Pelterie (1881-1957), Frans luchtvaart- en raketpionier

## Eso
- Benjamín Zarandona Esono (1976), Spaans-Equatoriaal-Guinees voetballer

## Esp
- Everon Espacia (1984), Antilliaans voetballer
- José Rafael (Rafael) Espada (1944), Guatemalteeks politicus en medicus
- Nicolás Ruiz Espadero (1832-1890), Cubaans componist, muziekpedagoog en pianist
- Aleix Espargaró (1989), Spaans motorcoureur
- Mario Espartero (1978), Frans voetballer
- Audrey Esparza (1986), Amerikaans actrice
- Fausto Marcelino Esparza Muñoz (1974), Mexicaans wielrenner
- Omar Alejandro Esparza Morales (1988), Mexicaans voetballer
- Raúl Esparza (1970), Amerikaans acteur en zanger
- Víctor Espasandín Facal (1985), Spaans voetballer
- Jesús España (1978), Spaans atleet
- Kristian Eivind Espedal, bekend als Gaahl, (1975), Noors zanger
- Gianfranco Espejo Reyes (1988), Peruaans voetballer
- Cees van Espen (1938), Nederlands wielrenner
- Chris Van Espen (1979), Vlaams acteur
- Felix Van Espen (1817-1857), Belgisch kunstschilder
- Zeger Bernhard van Espen (1646-1728), Zuid-Nederlands rechtsgeleerde en hoogleraar
- Carmen Elise Espenæs (1983), Noors zangeres
- Dwain Esper (1892-1982), Amerikaans filmregisseur en producent
- Eugen Johann Christoph Esper (1742-1810), Duits zoöloog en botanicus
- Jacques de Saint-Georges d'Espéranche, pseudoniem van James of St. George, (ca. 1230-1309), Frans architect
- Louis Félix Marie François Franchet d'Espérey (1856-1942), Frans generaal
- Charles Louis Marie Adrien Thierry Ghislain, Graaf Cornet d'Elzius d'Espiennes du Chenoy de Wal (1922-2006), Waals politicus en bosbouwkundige
- Juan Valera Espín (1984), Spaans voetballer
- Gustavo Adolfo Espina Salguero (1946-2024), Guatemalteeks politicus
- Lina Espina-Moore (1919-2000), Filipijns schrijfster
- José Espinal (1982), Dominicaans voetballer
- Alfred Victor Espinas (1844-1922), Frans intellectueel
- Gustavo Adolfo Espina Salguero, Guatemalteeks politicus
- Júlio César Soares Espíndola (1979), Braziliaans voetballer
- Eugene Espineli (1982), Filipijns-Amerikaans honkbalspeler
- Manuel de Jesús Espino Barrientos (1959), Mexicaans politicus
- Víctor Espínola, Paraguayaans multi-instrumentalist en zanger
- Andrés Espinosa (1963), Mexicaans marathonloper
- Ernesto Javier (Javier) Chevantón Espinosa (1980), Uruguayaans voetballer
- Javier Espinosa González (1992), Spaans voetballer
- José Manuel Francisco Javier Espinosa y Espinosa de los Monteros (1815-1870), Ecuadoraans politicus en president
- Maria de los Angeles Santamaria Espinosa, bekend als Massiel, (1947), Spaans zangeres
- María Fernanda Espinosa (1964), Ecuadoraans politicus
- Óscar Espinosa Chepe (1940–2013), Cubaans diplomaat, econoom, journalist en dissident
- Óscar Espinosa Villarreal (1953), Mexicaans politicus
- Patricia Espinosa Cantellano (1958), Mexicaans diplomate
- Sílvia Soler Espinosa (1987), Spaans tennisspeelster
- Diego Espinosa y Arévalo (1502-1572), Spaans kardinaal
- Aníbal Segundo González Espinoza (1963), Chileens voetballer
- Calixto Contreras Espinoza (1862-1918), Mexicaans militair
- Giovanny Patricio Espinoza Pabón (1977), Ecuadoraans voetballer
- Jacinto Alberto Espinoza Castillo (1969), Ecuadoraans voetballer
- Mark Damon Espinoza (1960), Amerikaans acteur
- Patricio Javier Urrutia Espinoza (1977), Ecuadoraans voetballer
- Roger Espinoza (1986), Hondurees voetballer
- Rubén Alberto Espinoza Molina (1961), Chileens voetballer
- Alda Neves da Graça do Espírito Santo (1926-2010), Santomees dichteres en politica
- Nuno Herlander Simões Espírito Santo (1974), Portugees voetballer van Santomese komaf
- Franck Esposito (1971), Frans zwemmer
- Giancarlo Esposito (1958), Amerikaans acteur, filmproducent en filmregisseur
- Jennifer Esposito (1973), Amerikaans actrice
- Mauro Esposito (1979), Italiaans voetballer
- Phil Anthony Esposito (1942), Canadees ijshockeyspeler
- Tony Esposito (1950), Italiaans muzikant
- William Esposo (1949-2013), Filipijns journalist en columnist
- Abel Pacheco de la Espriella (1933), Costa Ricaans president (2002-2006)
- Jermaine Esprit (1979), Nederlands honkballer en atleet
- José Ignacio Javier Oriol Encarnación de Espronceda y Delgado (1808-1848), Spaans toneelschrijver en dichter

## Esq
- Adolfo Pérez Esquivel (1931), Argentijns beeldhouwer, architect, activist en Nobelprijswinnaar
- Laura Esquivel Valdés (1950), Mexicaans schrijfster
- Manuel Esquivel (1940-2022), Belizaans politicus en premier (1984-1989, 1993-1998)
- Miguel Ricardo de Álava y Esquivel (1770-1843), Spaans generaal en staatsman

## Ess

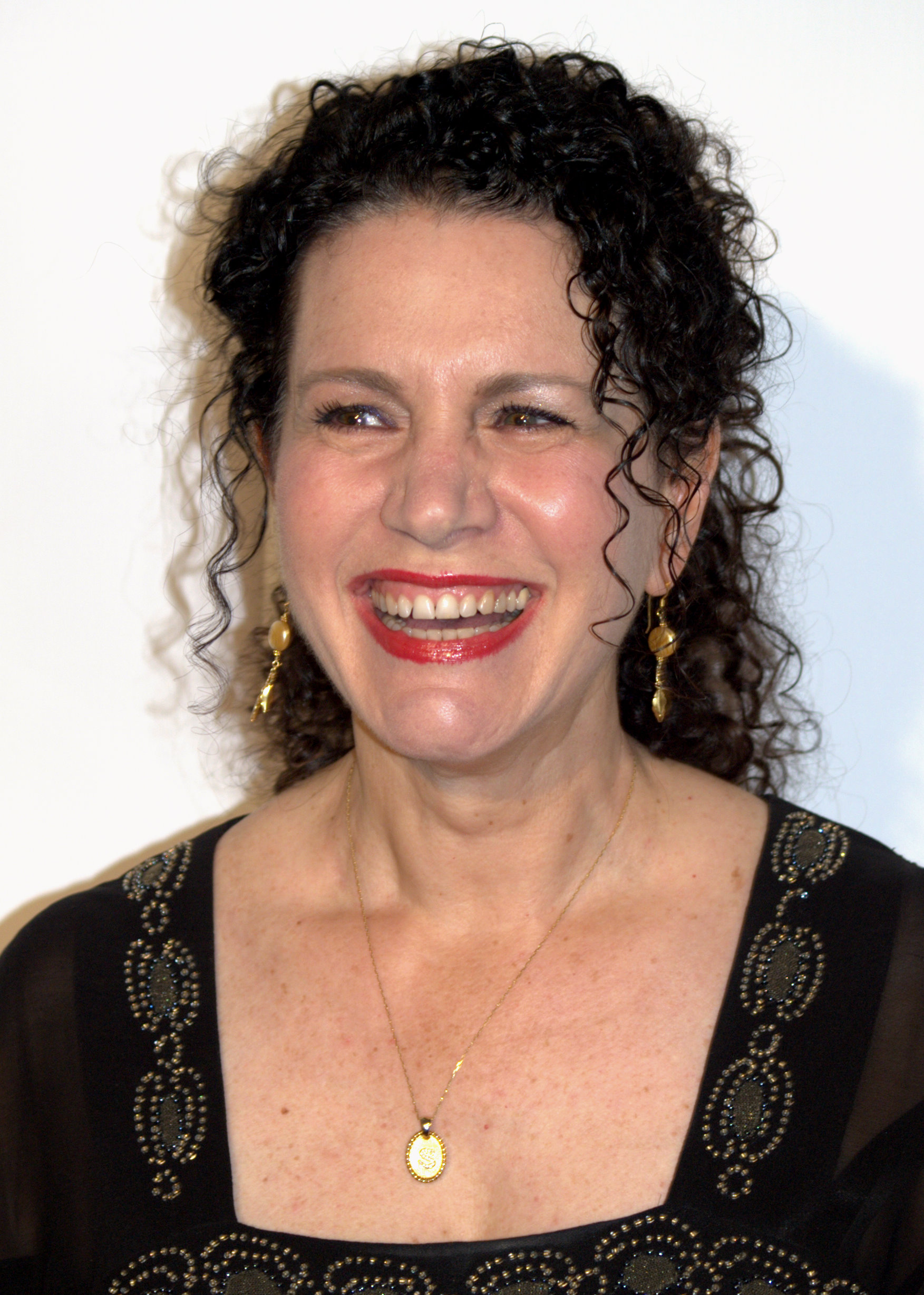
Susie Essman (2009)

- Ridouane Es Saadi (1976), Belgisch atleet
- Mohammed Essad Safvet-Effendi (19e eeuw), Turks diplomaat
- Mehdi Favéris-Essadi, bekend als DJ Mehdi, (1977-2011), Frans hiphop- en elektromuziekproducent
- Sofia Essaïdi (1984), Frans-Marokkaans zangeres
- Thimothée Atouba Essama (1982), Kameroens voetballer
- Ato Essandoh (1972), Amerikaans acteur
- Beji Caid Essebsi (1926), Tunesisch premier
- Franklin (Frank) Edgar Essed (1919-1988), Surinaams politicus en bosbouwkundige
- Jacob Esselens (1626-1687), Nederlands kunstschilder en tekenaar
- Albert Herman (Berry) Esselink (1944-1996), Nederlands politicus
- Carl von Essen (1940 - 2021), Zweeds schermer
- Frans van Essen (1980), Nederlands popmuzikant en producer
- Gerard van Essen, bekend als John Kamé, (1924-1997), Nederlands komiek
- Hanske Evenhuis-van Essen (1921), Nederlands politica
- Jan van Essen (+1523), Vlaams monnik en geëxecuteerde
- Mathilde II van Essen (ca. 949-1011), Belgisch abdis
- Sharon van Essen (1981), Nederlands wielrenster
- Vincent van Essen (1979), Nederlands kok
- Samuel Johannes Sandberg van Essenburg (1778-1854), Nederlands advocaat, rechter en politicus
- Andreas Essenius (1618-1677), Nederlands theoloog en hoogleraar
- Catharina (Cateau) Esser (1858-1923), Nederlands concertzangeres, zangpedagoge en directrice en artistiek leidster
- Jeffrey Esser (1987), Nederlands voetballer
- Johannes Fredericus Samuel Esser (1877-1946), Nederlands chirurg, schaker en kunstverzamelaar
- Markus Esser (1980), Duits kogelslingeraar
- Maurits Esser, bekend als Gerard van Eckeren, (1876-1951), Nederlands auteur
- Paul Esser (1913-1988), Duits acteur
- Piet Esser (1914-2004), Nederlands beeldhouwer
- Rius Theo (Dik) Esser (1918-1979), Nederlands hockeyspeler
- Stanley Karel (Kai) Esser (1943), Antilliaans crimineel
- Albertino Essers (1969), Nederlands darter
- Bernard Essers (1893-1945), Nederlands grafisch kunstenaar
- G. Essers, Nederlands mijntechnisch ambtenaar en mijnmeter
- Petrus Hubertus Johannes (Peter) Essers (1957), Nederlands fiscaal econoom en politicus
- Paul Frederik van Esseveldt (1976), Nederlands hockeyspeler
- Michael Essien (1982), Ghanees voetballer
- Marina van der Es-Siewers (1913-2024), Nederlands oudste inwoner
- Marc Cornelis Reindert Klein Essink (1960), Nederlands acteur en televisiepresentator
- Susie Essman (1955), Amerikaans actrice, filmproducente, scenarioschrijfster en stand-upkomiek
- Ryan Esson (1980), Schots voetballer

## Est

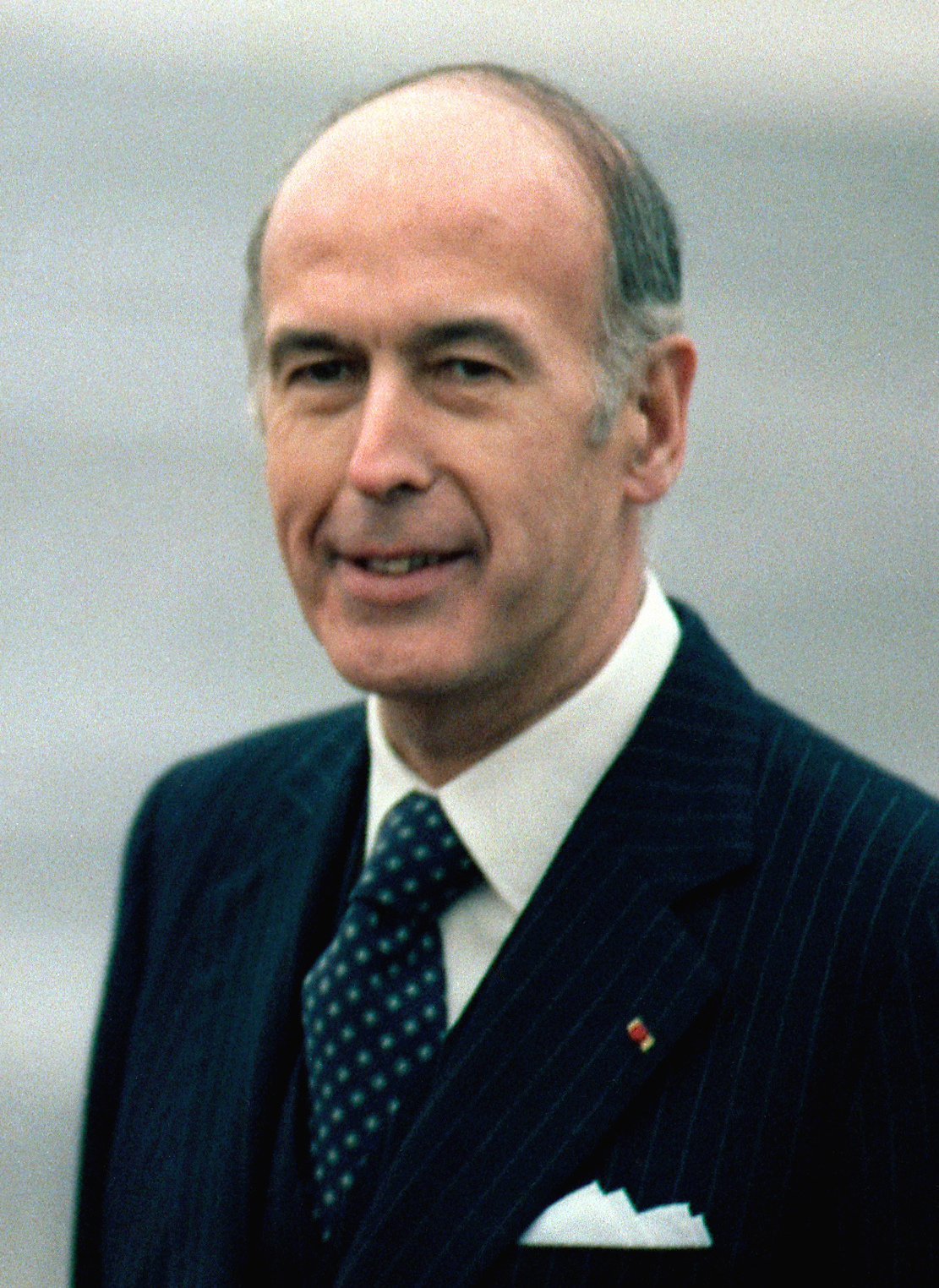
Valéry Giscard d'Estaing (1978)

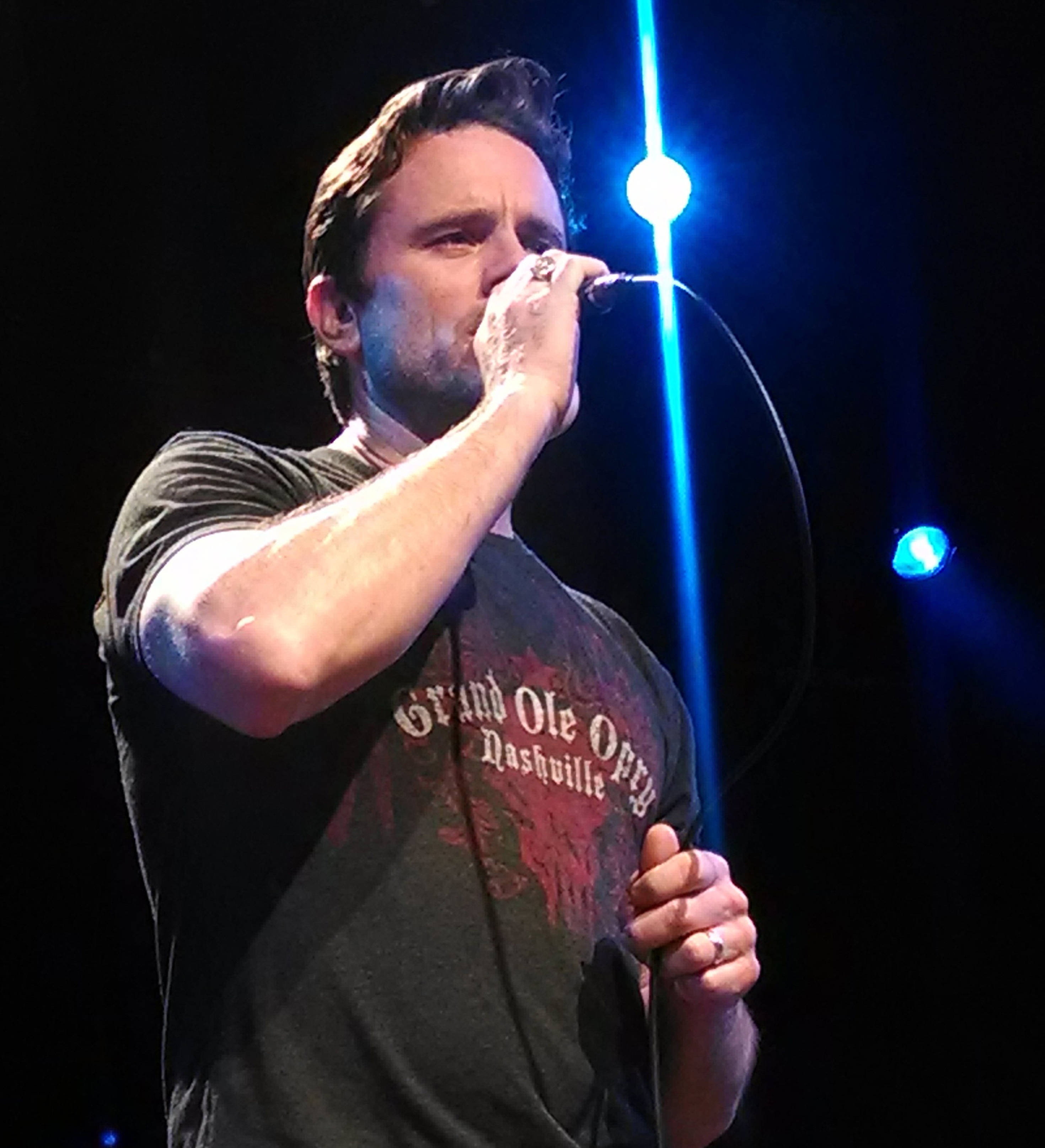
Charles Esten (2014)

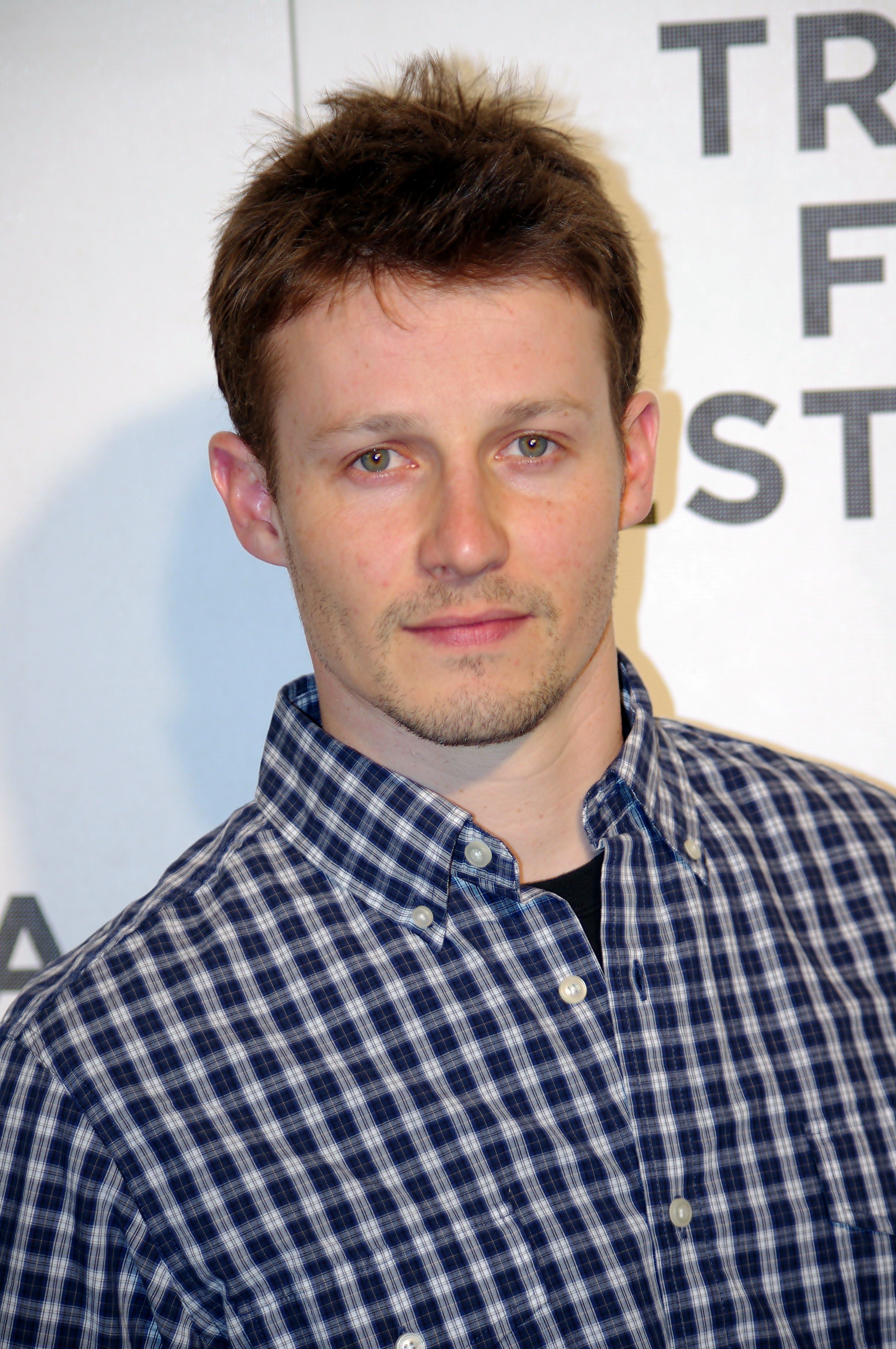
Will Estes (2011)

- Jan van Est (1981), Nederlands zanger
- Nicolaas (Nico) van Est (1928-2009), Nederlands wielrenner
- Nicole van Est (1972), Nederlands journaliste
- Piet van Est (1934-1991), Nederlands wielrenner
- Willem (Wim) van Est (1923-2003), Nederlands wielrenner
- Willem Hessels van Est (1542-1613), Nederlands theoloog
- Willem Titus van Est (1921-2002), Nederlands wiskundige en hoogleraar meetkunde
- Christine Estabrook (1952), Amerikaans actrice
- Laurent Estadieu (1973), Frans wielrenner
- Jean Baptiste Charles Henri Hector (Charles Hector) d'Estaing (1729-1794), Frans generaal en admiraal
- Valéry Giscard d'Estaing (1926-2020), Frans politicus en president van Frankrijk (1974-1981)
- Robert d'Estampes (ca. 1360-ca. 1420), heer van Salbris
- Fabián Raphael Estay Silva (1968), Chileens voetballer
- Aldobrandino II d'Este (+1326), Heer van Ferrara (1308-1326)
- Aldobrandino III d'Este (1335-1361), Heer van Ferrara en Modena (1352-1361)
- Alfonso I d'Este (1476-1534), Hertog van Ferrara, Modena en Reggio (1505-1534)
- Alfonso II d'Este (1533-1597), Hertog van Ferrara, Modena en Reggio (1559-1597)
- Alfonso III d'Este (1591-1644), Hertog van Modena en Reggio (1628-1629) en predikant
- Alfonso IV d'Este (1634-1662), Hertog van Modena en Reggio (1658-1662)
- Azzo VIII d'Este (1263-1308), Heer van Ferrara
- Beatrice d'Este (1475-1497), Italiaans prinses
- Borso d'Este (1430-1471), markgraaf van Ferrara
- Cesare d'Este (1561-1628), Hertog van Modena en Reggio (1597-1628)
- Ercole I d'Este (1433-1505), Hertog van Ferrara, Modena en Reggio (1471-1505)
- Ercole II d'Este (1508-1559), Hertog van Ferrara, Modena en Reggio (1534-1559)
- Ercole III d'Este (1727-1803), Hertog van Modena (1780-1796)
- Ferdinand Karel Jozef van Oostenrijk-Este (1781-1850), Oostenrijks veldmaarschalk en aartshertog
- Ferdinand Karel van Oostenrijk-Este (1821-1849), Aartshertog van Oostenrijk-Este, Hertog van Hertogdom Modena en Reggio
- Francesco I d'Este (1610-1658), Hertog van Modena en Reggio (1629-1658)
- Francesco II d'Este (1660-1694), Hertog van Modena en Reggio (1662-1694)
- Francesco III Maria d'Este (1698-1780), Hertog van Modena en Reggio (1737-1780)
- Frans Ferdinand van Oostenrijk-Este (1863-1914), aartshertog van Oostenrijk-Este en troonopvolger van Oostenrijk
- Hugo V van Este (1062-1097), Graaf van Maine (1069-1093)
- Ippolito II d'Este (1509-1572), Italiaans aartsbisschop
- Isabella d'Este (1474-1539), marchesa' van Mantua
- Lionello d'Este (1407-1450), markgraaf van Ferrara (1441-1450)
- Lorenz van Oostenrijk-Este, geboren als Lorenz Otto Carl Amadeus Thadeus Maria Pius Andreas Marcus d'Aviano, (1955), Prins van België, Aartshertog van Oostenrijk-Este
- Maria Beatrice Ricciarda d'Este (1750-1829), hertogin van Massa en Carrara (1790-1797, 1816-1829) en erfgename van Hertogdom Modena en Reggio
- Maria Beatrix van Oostenrijk-Este (1824-1906), Oostenrijks lid van het Huis van Oostenrijk-Este, aartshertogin en prinses van Oostenrijk en prinses van Hongarije, Bohemen en Modena
- Maria Fortunata d'Este van Modena en Reggio (1731-1803), Prinses van Bourbon-Conti, Gravin de La Marche
- Maria Theresia Henriëtte van Oostenrijk-Este (1849-1919), aartshertogin van Oostenrijk-Este en koningin van Beieren
- Maria Theresia van Oostenrijk-Este (1773-1832), prinses uit het huis Oostenrijk-Este en koningin van Sardinië (1802-1821)
- Niccolò II d'Este (1338-1388), Heer van Ferrara, Modena en Parma (1361-1388)
- Rinaldo III Maria d'Este (1655-1737), hertog van Modena en Reggio (1695-1737)
- Robert Karel Lodewijk Maximiliaan Michael Maria Anton Frans Ferdinand Jozef Otto van Oostenrijk-Este (1915-1996), Oostenrijks aartshertog
- Sigismondo d'Este (1433-1507), gouverneur van Reggio Emilia (1463-1507)
- Egoi Martínez de Esteban (1978), Spaans wielrenner
- Samantha Esteban, pseudoniem van Samantha Marie Becker, (1979), Amerikaans actrice
- Vicente Pérez Esteban (1976), Spaans componist en muziekpedagoog
- Quique Estebaranz, geboren als Juan Enrique Estebaranz López, (1965), Spaans voetballer
- Gloria Estefan, pseudoniem van Gloria María Milagrosa Fajardo García, (1957), Amerikaans zangeres
- Nasif Moisés Estéfano (1932-1973), Argentijns Formule 1-coureur
- Don Estelle (1933-2003), Engels zanger en acteur
- Estelle Silvia Ewa Mary van Zweden (2012), Zweeds prinses
- Natalja Choesainovna Estemirova (ca. 1959-2009), Russisch historica, journaliste en mensenrechtenactiviste
- Chip Esten (1965), Amerikaans acteur, zanger en komiek
- José Manuel Estepa Llaurens (1926), Spaans geestelijke en kardinaal
- Ester, Bijbelse koningin
- Peter Ester (1953-2022), Nederlands socioloog en politicus
- La Esterella, pseudoniem van Esther Lambrechts, (1919-2011), Vlaams zangeres
- Anton I Esterházy van Galántha (1738-1794), Hongaars prins en Oostenrijks militair
- Maria Josepha Hermengilde Esterházy (1768-1845), Rijksgravin von Sternberg en mecenas
- Marie Charles Ferdinand Walsin Esterházy (1847-1923), Frans spion
- Móric Esterházy (1881-1960), Oostenrijk-Hongaars politicus
- Nicolaas I Jozef Esterházy van Galántha (1714-1790), Oostenrijks veldmaarschalk
- Nicolaas II Esterházy van Galántha (1765-1833), Hongaars-Oostenrijks militair
- Paul II Anton Esterházy (1711-1762), Oostenrijks-Hongaars veldmaarschalk
- Paul III Anton Esterházy van Galántha (1786-1866), Oostenrijks-Hongaars prins, diplomaat en politicus
- Péter Esterházy (1950), Hongaars schrijver en graaf
- Ferenc Esterházy de Gálantha, bekend als Quinquin, (1715-1785), Hongaars aristocraat, vrijmetselaar en hoveling
- Richard Grant Esterhuysen, bekend als Richard E. Grant, (1957), Engels acteur
- Chris van Esterik (1949), Nederlands journalist en schrijver
- Elisabeth Esterl (1978), Duits golfer
- Alois Estermann (1954-1998), Zwitsers commandant van de Zwitserse Garde
- Josef Estermann (1947), Zwitsers politicus
- Max Esterson (2002), Amerikaans autocoureur
- Bob Alan Estes (1966), Amerikaans golfer
- John Curtis Estes, pseudoniem van John C. Holmes, (1944-1988), Amerikaans pornoster
- Richard Estes (1932), Amerikaans hyper- of fotorealist
- Rob Estes (1963), Amerikaans acteur
- Will Estes (1978), Amerikaans acteur
- Yusuf Estes (1944), Amerikaans moslim en islamitisch prediker
- Jean-Pierre Esteva (1880-1951), Frans militair, admiraal en politicus
- Antonio de Santo Estevão (1548-1608), Portugees bisschop
- Francisco Esteve Pastor (1916-1989), Spaans componist
- Isidre Esteve (1972), Spaans motorcoureur
- Kevin Esteve Rigail (1989), Andorrees alpineskiër
- Carlos Irwin Estevez, bekend als Charlie Sheen, (1965), Amerikaans film- en televisieacteur
- Emilio Estevez (1962), Amerikaans scenarist, regisseur en acteur
- Joaquin Estevez (1984), Argentijns golfer
- Jorge Arturo Augustin Medina Estévez (1926-2021), Chileens kardinaal
- Ramón Gerardo Antonio Estévez, bekend als Martin Sheen, (1940), Amerikaans acteur
- Reyes Estévez (1976), Spaans middellangeafstandsloper
- Manuel Estiarte Duocastella (1961), Spaans waterpolospeler
- Egbert Estié (1865-1910), Nederlands ondernemer
- Charles Estienne (1504-1564), Frans anatoom en drukker
- Robert Estienne (1503-1559), Frans drukker en uitgever
- Marcelo Alejandro Estigarribia Balmori (1987), Paraguayaans voetballer
- Andreas Estner (2000), Duits autocoureur
- Charles Estoppey (1820-1888), Zwitsers politicus
- Annemarie Estor (1973), Nederlands dichter en schrijfster
- Eric Estornel (1978), Amerikaans dj bekend als Maceo Plex
- Charles Marie François Henri Estourgie (1884-1950), Nederlands architect
- Paul Henri Balluet d'Estournelles de Constant (1852-1924), Frans diplomaat, politicus en pleitbezorger voor internationale arbitrage en Nobelprijswinnaar
- Guillaume d'Estouteville (1403-1483), Frans aartsbisschop en kardinaal
- Fabián Larry Estoyanoff Poggio (1982), Uruguayaans voetballer
- Armando Estrada, pseudoniem van Hazem Ali, (1978), Amerikaans worstelaar en manager
- Carlos Enrique Estrada Mosquera (1961), Colombiaans voetballer en voetbaltrainer
- Enrique Estrada Reynoso (1889-1942), Mexicaans militair en politicus
- Erik Estrada (1949), Puerto Ricaans acteur
- Genaro Estrada Félix (1887), Mexicaans politicus, journalist en diplomaat
- Jinggoy Estrada (1963), Filipijns politicus
- Joseph (Erap) Ejercito Estrada (1937), Filipijns filmacteur, filmproducent en politicus (o.a. (vice)president)
- Juan Javier Estrada Ruiz (1981), Spaans wielrenner
- Luisa Ejercito-Estrada (1930), Filipijns politica en presidentsvrouw
- Natalia Estrada (1972), Spaans actrice, model en presentatrice
- Eva Estrada-Kalaw (1920-2017), Filipijns senator en parlementslid
- Tomás Estrada Palma (1832-1908), president van Cuba (1902-1906)
- Kévin Estre (1988), Frans autocoureur
- Angelus d'Ongnies et d'Estrees (1650-1722), bisschop van Roermond (1701-1722)
- Gabrielle d'Estrées (ca. 1571-1599), hertogin van Beaufort en Verneuil, markiezin van Monceaux en maîtresse van koning Hendrik IV van Frankrijk
- Victor-Marie d'Estrées (1660-1727), Frans admiraal en maarschalk
- Conrado Estrella (1917-2011), Filipijns politicus
- Linda Estrella (1922-2012), Filipijns actrice
- Estrid van Mecklenburg (979-1035), koningin-gemalin van Zweden (1000-1022)
- Sven Estridsen (ca. 1019-ca. 1076), koning van Denemarken (1047-1076)
- Jacob Borisovitsj Estrin (1923-1987), Russisch schaker
- Jan Frans Estrix (1766-1826), Zuid-Nederlands politicus en burgemeester